# Гомел
Го́мел или Хомел (на беларуски: Гомель; на руски: Гомель; на полски: Homel) е град в Беларус, административен център на Гомелска област. Разположен е в югоизточната част на страната, на брега на река Сож, на около 300 km югоизточно от столицата Минск. Населението на града през 2016 година е 521 452 души, втори по големина в страната след Минск.

## География
Гомел се намира в югоизточната част на страната, на брега на река Сож, на 302 km югоизточно от столицата Минск, 534 km източно от Брест, 171 km южно от Могильов, 237 km западно от Брянск, 111 km северно от Чернигов и на 567 km югозападно от руската столица Москва. Градът е построен основно върху равнинен терен. Най-високата точка в града е с надморска височина от 144 m, а най-ниската – 115 m.

## История
От 9 век областта, в която се намира днешния град, е населявана от етническата група радимичи. Първото писмено споменаване на Гомел е в Ипатиевската летопис и се отнася за 1142 година. По това време то е наричано Гомий, Гом, Гомие, Гомей, Гоми, като съвременното наименование се утвърждава през 17 – 18 век. Първоначално селището е владение на Черниговското княжество, а през втората половина на 12 век за известно време е под властта на Новгородсеверското княжество. По това време то има укрепления и е център на волост. По археологически данни е засегнато тежко от монголските нападения в средата на 13 век.
През 1335 година Гомел и областта са присъединени към Великото литовско княжество. През следващите десетилетия те са част от владенията на няколко членове на управляващата династия. През втората половина на 15 век великите князе на Литва дават владението на Гомел и съседните области на няколко членове на московската династия, преминали на тяхна служба. През 1500 година последният от тях, Семьон Можайски, се отделя с владенията си и става васал на Великото московско княжество. Градът е върнат на Литва през 1535 година и става център на староство, а от 1569 година е част от Жеч Посполита.
От втората половина на 16 век Гомел е подложен на многократни нападения на руски войски и бунтуващи се украински казаци. Около 1576 година е превзет от руска армия, а през 1595, 1648 и 1649 година от казашки части, като междувременно има и няколко неуспешни нападения. През 1654 година Гомел е превзет от запорожкия хетман Иван Золотаренко, а синът му контролира града до 1667 година, когато е върнат на Жеч Посполита. В резултат на тези военни действия градът силно запада.
През 1670 година Гомел получава магдебургско право. След връщането си в Жеч Посполита първоначално е владение на Михал Казимеж Радзивил, а след това на рода Чарториски. В средата на 18 век е преустроена и усилена дървената градска крепост. При Първата подялба на Полша през 1772 година Гомел става част от Руската империя.
През 1775 година императрица Екатерина II подарява Гомел и цялото староство на граф Пьотър Румянцев, който през следващите години изгражда на мястото на старата крепост днешния Дворец на Румянцеви и Паскевичи. В началото на 19 век са построени църквата „Свети Петър и Павел“ и училището, което става първото в Русия, използващо взаимоучителния метод. Започват да се провеждат два ежегодни панаира, основани са първите фабрики. През 1834 година сина на Пьотър Румянцев продава града на княз Иван Паскевич.
В средата на 19 век през Гомел преминава новото шосе от Санкт Петербург към Одеса, а през 1852 година селището получава статут на град. През 1873 година до града достига железопътната линия от Лиепая на Балтийско море, която след това е продължена на юг към Украйна. Към края на века Гомел има около 37 хиляди жители, 55% от които са евреи. През следващите години градът бързо се разраства – построени са нови промишлени предприятия, сред които работилници, обслужващи железопътната линия, и кибритена фабрика – и през 1913 година населението надхвърля 100 хиляди души.
През март 1918 година, след сключването на Брест-Литовския мир, Гомел е окупиран от германски войски, а след това от части на Украинската народна република. През януари 1919 година е превзет от болшевиките и става център на Гомелска губерния на Руската съветска федеративна социалистическа република. През март същата година в града е потушен антикомунистическия Бунт на Стрекопитов. През 1926 година Гомел е прехвърлен в Белоруската съветска социалистическа република.
На 19 август 1941 година, по време на Втората световна война, Гомел е завзет от германските войски. През следващите години неуспелите да се евакуират евреи, около 1/3 от населението на града, са избити. Съветският съюз си връща Гомел с Гомелско-Речицката операция през ноември 1943 година, но 80% от града е разрушен и в него живеят по-малко от 15 хиляди души. След войната градът е възстановен, а през 1992 година достига население от около 517 хиляди души. Гомел попада в зоната със силно замърсяване от Чернобилската авария през 1986 година.

## Население
| 1775    | 1858    | 1880    | 1897    | 1913    | 1925    | 1931    |
| ------- | ------- | ------- | ------- | ------- | ------- | ------- |
| 5000    | 13 700  | 23 600  | 36 800  | 104 500 | 81 900  | 109 900 |
| 1939    | 1959    | 1965    | 1970    | 1975    | 1979    | 1985    |
| 139 000 | 168 270 | 218 000 | 272 253 | 337 000 | 382 785 | 465 000 |
| 1989    | 1992    | 1999    | 2006    | 2008    | 2010    | 2011    |
| 500 846 | 517 000 | 475 000 | 479 900 | 493 700 | 484 300 | 491 800 |
| 2012    | 2013    | 2014    | 2015    | 2016    |         |         |
| 498 075 | 505 362 | 512 314 | 516 976 | 521 452 |         |         |

### Етнически състав
| беларуси (76.7%) руснаци (16.9%) украинци (5.1%) други (1.3%) |

Към края на XIX век населението на Гомел е представено от 55% евреи. В началото на XX век те са подложени на гонения, а по време на Втората световна война повечето от тях са принудени да емигрират. Въпреки това, около 3000 – 4000 евреи от Гомел стават жертви на холокоста. Към края на 1980-те и началото на 1990-те години се наблюдава масова емиграция на евреи от Гомел. За 20 години, от 1979 г. до 1999 г., еврейското население на Гомел намалява 6,5 пъти като днес евреите наброяват около 500 души.

## Климат
Гомелският климат е умереноконтинентален. Средната годишна температура е 7,4 °C, а средното количество годишни валежи е около 626 mm.
| Климатични данни за Гомел             | Климатични данни за Гомел | Климатични данни за Гомел | Климатични данни за Гомел | Климатични данни за Гомел | Климатични данни за Гомел | Климатични данни за Гомел | Климатични данни за Гомел | Климатични данни за Гомел | Климатични данни за Гомел | Климатични данни за Гомел | Климатични данни за Гомел | Климатични данни за Гомел | Климатични данни за Гомел |
| Месеци                                | яну.                      | фев.                      | март                      | апр.                      | май                       | юни                       | юли                       | авг.                      | сеп.                      | окт.                      | ное.                      | дек.                      | Годишно                   |
| Абсолютни максимални температури (°C) | 9,6                       | 15,8                      | 21,5                      | 29,3                      | 32,5                      | 34,0                      | 37,9                      | 38,9                      | 34,9                      | 27,5                      | 18,0                      | 11,6                      | 38,9                      |
| Средни максимални температури (°C)    | −2                        | −1,2                      | 4,6                       | 13,3                      | 20,2                      | 23,2                      | 25,2                      | 24,3                      | 18,1                      | 11,3                      | 3,4                       | −1                        | 11,6                      |
| Средни температури (°C)               | −4,5                      | −4,2                      | 0,7                       | 8,4                       | 14,8                      | 17,9                      | 19,8                      | 18,7                      | 13,0                      | 7,1                       | 0,8                       | −3,3                      | 7,4                       |
| Средни минимални температури (°C)     | −6,9                      | −7,1                      | −2,8                      | 4,0                       | 9,6                       | 12,9                      | 14,8                      | 13,6                      | 8,7                       | 3,7                       | −1,4                      | −5,6                      | 3,6                       |
| Абсолютни минимални температури (°C)  | −35                       | −35,1                     | −33,7                     | −13,6                     | −2,5                      | −0,2                      | 6,0                       | 1,2                       | −3,2                      | −12                       | −21,7                     | −30,8                     | −35,1                     |
| Средни месечни валежи (mm)            | 34                        | 33                        | 33                        | 38                        | 56                        | 80                        | 90                        | 61                        | 58                        | 56                        | 47                        | 40                        | 626                       |
| Средно количество слънчеви часове     | 54                        | 74                        | 131                       | 176                       | 264                       | 264                       | 261                       | 246                       | 168                       | 115                       | 44                        | 31                        | 1828                      |
| ------------------------------------- | ------------------------- | ------------------------- | ------------------------- | ------------------------- | ------------------------- | ------------------------- | ------------------------- | ------------------------- | ------------------------- | ------------------------- | ------------------------- | ------------------------- | ------------------------- |
| Източник: Погода и Климат, NOAA       |                           |                           |                           |                           |                           |                           |                           |                           |                           |                           |                           |                           |                           |

## Икономика
Към 2008 г. в града се намират 126 промишлени предприятия, от които: 49 – държавни, 77 – недържавни, 37 – акционерни дружества, 4 – чуждестранна собственост, 10 – смесена собственост и 26 други.
Най-голям дял от общия обем на производството формират:
- машиностроене (51,2%)
- хранително-вкусова промишленост (17,8%)
- химическа промишленост (13,7%)
- производство на строителни материали (8,7%)

## Транспорт
Гомел е важен железопътен възел в Беларус, тъй като е разположен на линията Киев – Минск. Също така местоположението му близо до Русия го прави важна жп гара на линиите до Москва (през Брянск и Смоленск) и Санкт Петербург.
Международно летище „Гомел“ е открито през 1968 г. и оттогава обслужва редовни полети. Разположено е на 4 km северно от града.
Градският транспорт на Гомел е представен от над 1000 автобуса и тролейбуса.

## Култура
Има 3 театъра, 3 кина, филхармония, цирк, 3 изложбени зали и няколко музея. Тук е разположен и природния и архитектурен паметник „Гомелски дворцово-парков ансамбъл“, както и Гомелската областна универсална библиотека „В. И. Ленин“ с фонд от 1 012 581 документа. Създадена е централна библиотечна система, която включва 17 филиала, разположени из града.

## Образование
Градът разполага със 7 висши учебни заведения, които обучава по 35 000 студента на година. Най-големият университет е Гомелски университет „Франциск Скорина“, който обучава кадри в 25 специалности от различни области на науката. Аварията в Чернобил обуславя построяването на Гомелския държавен медицински университет, който е обучавал кадри за лечението на жертвите от трагедията, както и за изучаването на биологичните ѝ последици.

## Спорт
Гомел разполага с 8 стадиона и зимен дворец с две игрища за хокей на лед. Централен стадион е домакинският стадион на ФК Гомел.

## Личности

### Родени в Гомел
- Сергей Сидорски – министър-председател на Беларус.

## Побратимени градове
- Анапа, Русия
- Армавир, Русия
- Брянск, Русия
- Воронеж, Русия
- Калининград, Русия
- Курган, Русия
- Курск, Русия
- Магнитогорск, Русия
- Протвино, Русия
- Ростов на Дон, Русия
- Сургут, Русия
- Уляновск, Русия
- Донецк, Украйна
- Чернигов, Украйна
- Лиепая, Латвия
- Бургас, България
- Нови Сад, Сърбия
- Радом, Полша
- Ческе Будейовице, Чехия
- Риека, Хърватия
- Клермон Феран, Франция
- Абърдийн, Великобритания
- Харбин, Китай